# Myiothlypis euophrys
Myiothlypis euophrys, "boliviansk citronskogssångare", är en fågelart i familjen skogssångare inom ordningen tättingar. Den betraktas oftast som underart till citronskogssångare (Myiothlypis luteoviridis), men urskiljs sedan 2016 som egen art av Birdlife International och IUCN.
Fågeln förekommer från Anderna i sydvästra Peru (Puno) till västra Bolivia (La Paz och Cochabamba). Den kategoriseras av IUCN som livskraftig.